# Acord del Botànic

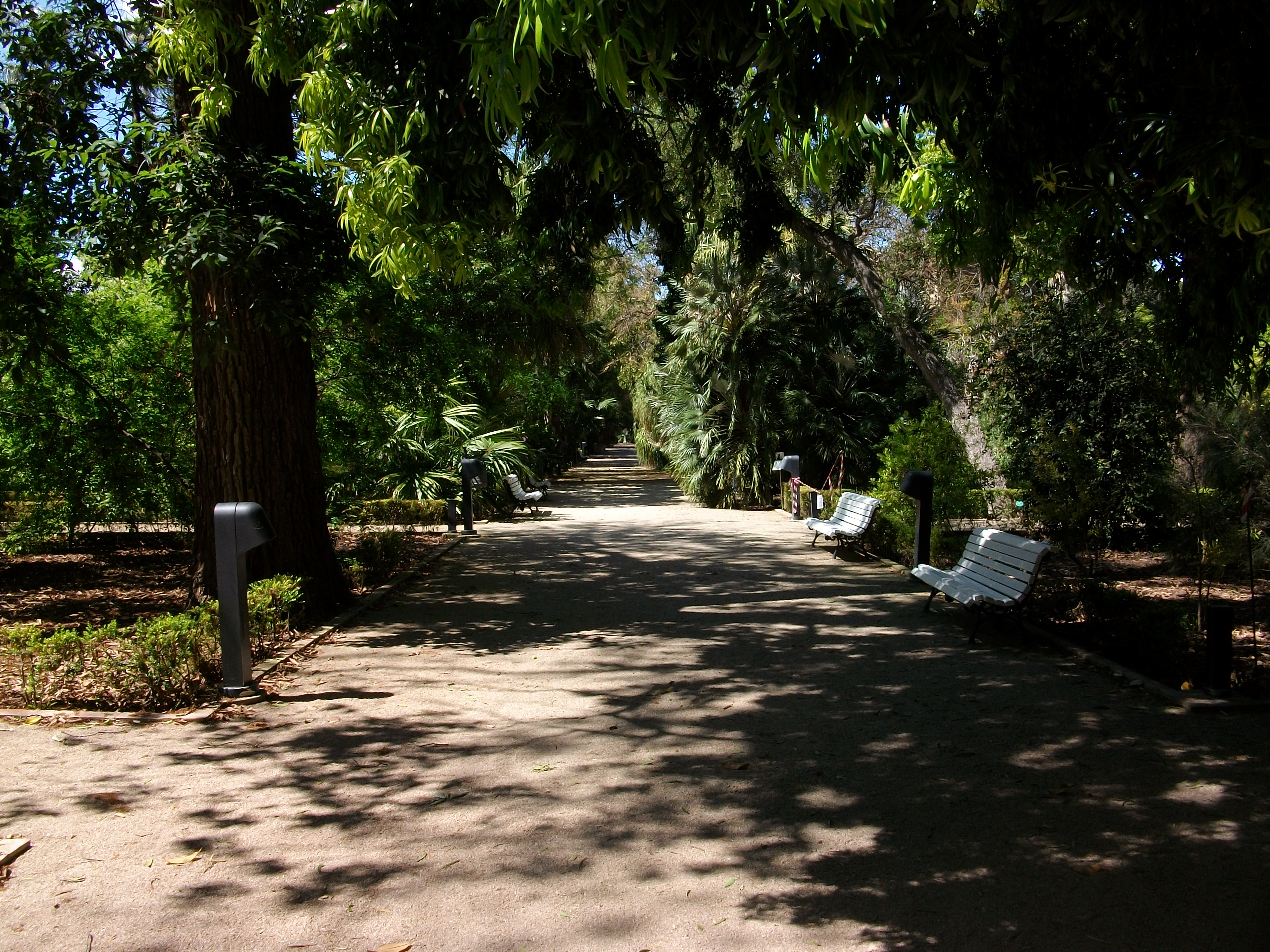
Jardí Botànic de València, on es va signar l'acord

L'Acord del Botànic és el nom que va rebre el pacte programàtic del govern de la novena legislatura del País Valencià, signat pel PSPV-PSOE, Compromís i Podem l'11 de juny de 2015, després que el Partit Popular de la Comunitat Valenciana perdera la majoria absoluta a les eleccions a les Corts Valencianes de 2015. L'Acord del Botànic deu el seu nom al fet d'haver-se signat al Jardí Botànic de València. Va ser signat pels caps de llista de les tres formacions signatàries, Ximo Puig, Mónica Oltra i Antonio Montiel. Com que l'acord era programàtic i no de govern, aquell dia no es va especificar qui seria el president de la Generalitat Valenciana, si bé l'endemà Mónica Oltra va fer públic que Ximo Puig seria el president en un govern on entrava també Podem.
Més endavant, el 12 de gener de 2017, va ser ampliat amb una nova versió amb la inclusió de 201 mesures centrades en la millora de l'economia valenciana. Aquesta nova versió es va produir de manera ajornada per diversos esdeveniments polítics. Més tard, va ser actualitzar el desembre de 2017 per iniciativa de Podem.
Després del resultat de les Eleccions a les Corts Valencianes de 2019, els mateixos partits que signaren el pacte inicialment mostraren la seua disposició a reeditar-lo (El Botànic II), en assolir aquestes tres formacions un total de 52 escons en conjunt, aquesta vegada amb Unides Podem com a part del Govern. Així, Ximo Puig, Mónica Oltra i Rubén Martínez Dalmau van reunir-se el 12 de juny de 2019 al castell de Santa Bàrbara, a Alacant, i rubricaran finalment l’acord pel qual governarien en coalició durant la desena legislatura del País Valencià. A més, aquest fer també permeté novament la investidura de Ximo Puig com a President de la Generalitat Valenciana.

## Contingut i versions
La primera versió de l'acord va ser signada el juny de 2015. Més tard, el 2017 va ser ampliat i es van denominar «Acord del Botànic. Document de la renovació de l'acord». L'ampliació compta amb 201 mesures.

### Primera versió
La primera versió de l'acord consisteix en 37 mesures caracteritzades per molta ambigüitat.
Fixaren per a combatre i previndre la corrupció política, la creació de l'Agència Valenciana de Prevenció del Frau i la Corrupció i la creació d'una llei de grups de pressió, mentre que altres mesures estaven establides de manera poc definida.
També establia el «desenvolupament d'una policia autonòmica» i la «modernització i simplificació dels processos administratius».

### Acord del Botànic. Document de la renovació de l'acord
La nova versió aprofundí les línies d'actuació de l'anterior. Hi ha iniciatives legislatives, algunes ja estaven creant-se sense estar encara aprovades. També es suprimiren mesures que es creia que eren immediates, com és el cas del sistema de dipòsit, devolució i retorn (SDDR). Així i tot, continua tenint ambigüitats amb l'ús dels termes «apostar» i «promoure».
Igual que en la primera versió de l'acord, les qüestions sobre el valencià no hi estaven incloses. Aquest fet va ser criticat per organitzacions com Escola Valenciana, El Tempir i Acció Cultural del País Valencià.
Altres qüestions establides al nou pacte són: l'establiment d'un nou horari comercial amb l'obertura els diumenges i facilitar la conciliació amb la vida familiar (qüestió poc detallada); la creació d'un nou model productiu i territorial; una actualització del pla de gestió de residus; una política per a l'autoconsum energètic; política per a la gestió d'ecosistemes i millorar la creativitat artística valenciana.
També compta amb un annex amb reivindicacions al Govern espanyol.

### Reedició (Botànic II)
En la reedició de l’acord per a la legislatura 2019-2023, a banda de continuar amb les polítiques dutes a terme en l'anterior, s'establiren sis eixos principals: «transició ecològica i lluita contra l emergència climàtica», «feminisme, diversitat e i igualtat de tracte», «serveis públics per a continuar rescatant i cuidant de les persones», «ocupació, model productiu i innovació», «qualitat democràtica i bon govern» i «fiscalitat progressiva, finançament just i interessos valencians». Consistia en 132 mesures repartides entre aquests eixos.

## Execució dels compromisos de l'acord
La Llei de la Funció Social de l'Habitatge (Llei 2/2017, de 3 de febrer, de la Generalitat, per la funció social de l'habitatge de la Comunitat Valenciana) va ser una llei que pretenia complir el compromís pel compliment del dret a l'habitatge. Parts d'aquesta llei foren invalidades pel Tribunal Constitucional espanyol a causa del recurs presentat pel Partit Popular de la Comunitat Valenciana.